# Parc national d'Amboseli

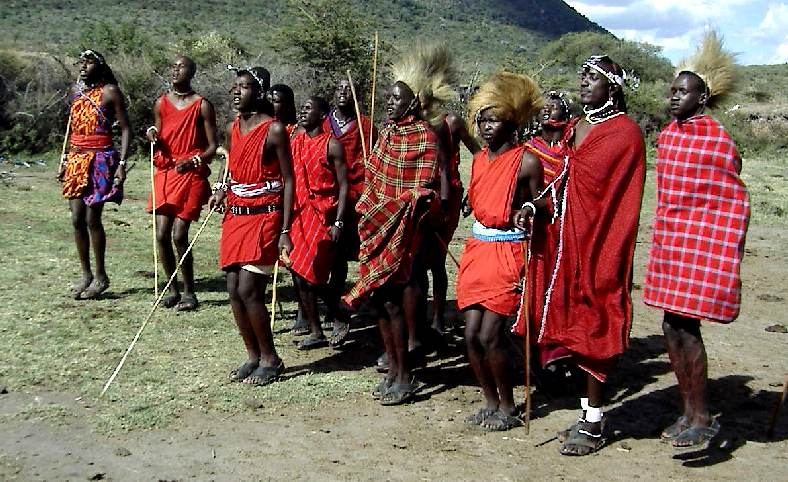
Adumu, la danse rituelle des Maasaï, dans le parc de la Masaï Mara.

Le parc national d'Amboseli se situe au nord du Kilimanjaro (5 508 m de hauteur).
Il est un des plus grands et des plus connus parcs nationaux du Kenya, et le deuxième plus visité du pays après le parc du Masaï Mara. De ses huttes (où l'on peut loger) on aperçoit le Kilimandjaro.
Il a été classé Réserve mondiale de biosphère de l'UNESCO depuis 1980.

## Histoire
D'abord réserve animalière dans les années 1940, il fallut attendre 1974 pour qu'Amboseli devienne un parc national. En effet un long conflit opposa pendant des décennies le gouvernement aux Masaïs installés depuis toujours dans la région. D'abord expulsés, ces derniers finirent par trouver un compromis avec l'Etat, qui leur accorda des terres, ce qui permit la création du parc.

## Géographie
Le parc tient sa célébrité des vues sur la savane avec le Kilimandjaro en toile de fond : il s'agit sans doute de la carte postale la plus connue du Kenya. D'ailleurs l'écrivain Ernest Hemingway s'en inspira pour écrire les romans Les Neiges du Kilimandjaro (nouvelle) et Les Vertes Collines d'Afrique. Le parc se compose du lac Amboseli, qui couvre plus du quart du parc, mais qui est à sec la plupart du temps (hors saison des pluies). Au milieu d'une végétation assez pauvre d'arbustes et d'acacias, des espaces verdoyants apparaissent à plusieurs endroits, autour de mares. À ces endroits la flore est plus riche : palmiers nains, papyrus, roseaux et ajoncs.

## Études scientifiques
Jeanne Altmann développe un projet de recherche à partir de 1971 sur les babouins d'Amboseli. Elle s'appuie sur les populations locales, pour effectuer des observations, gérer les échantillons de laboratoire et former des assistants tout au long de l'année.

## Faune
Sur une surface relativement réduite (moins de 400 km2), elle est plutôt riche : Buffle d'Afriques, gnous, zèbres, gazelles, antilopes, hippopotames, phacochères, ainsi qu'un millier d'Éléphant d'Afriques. Les carnivores présents sont les lions (une vingtaine seulement), guépards et hyènes.

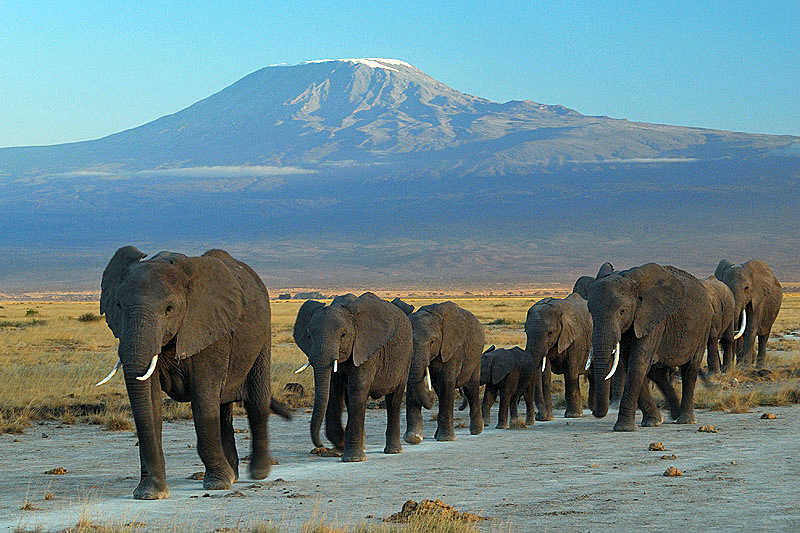
Troupeau d'éléphants avec le Kilimandjaro en toile de fond.
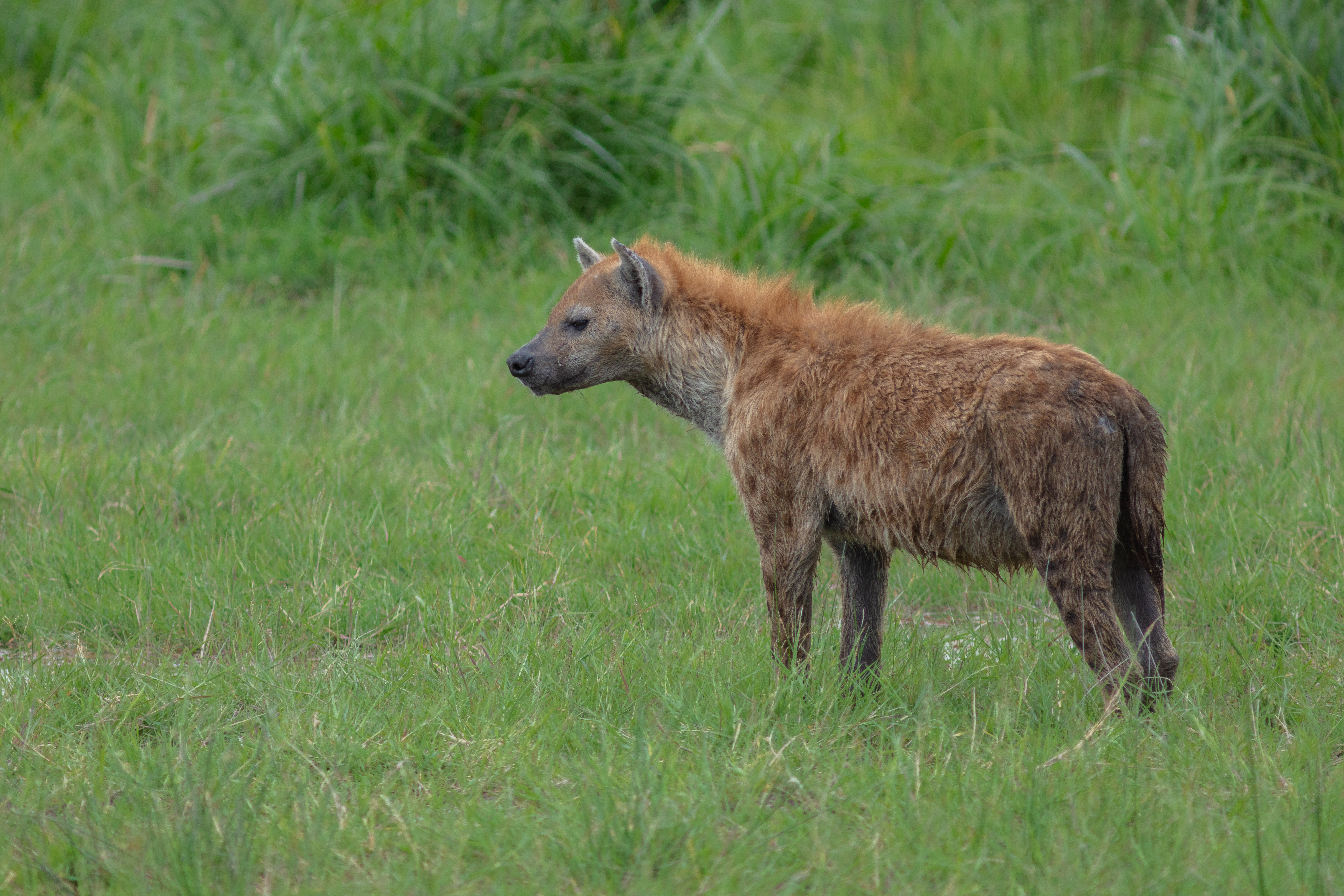
Hyène tachetée.
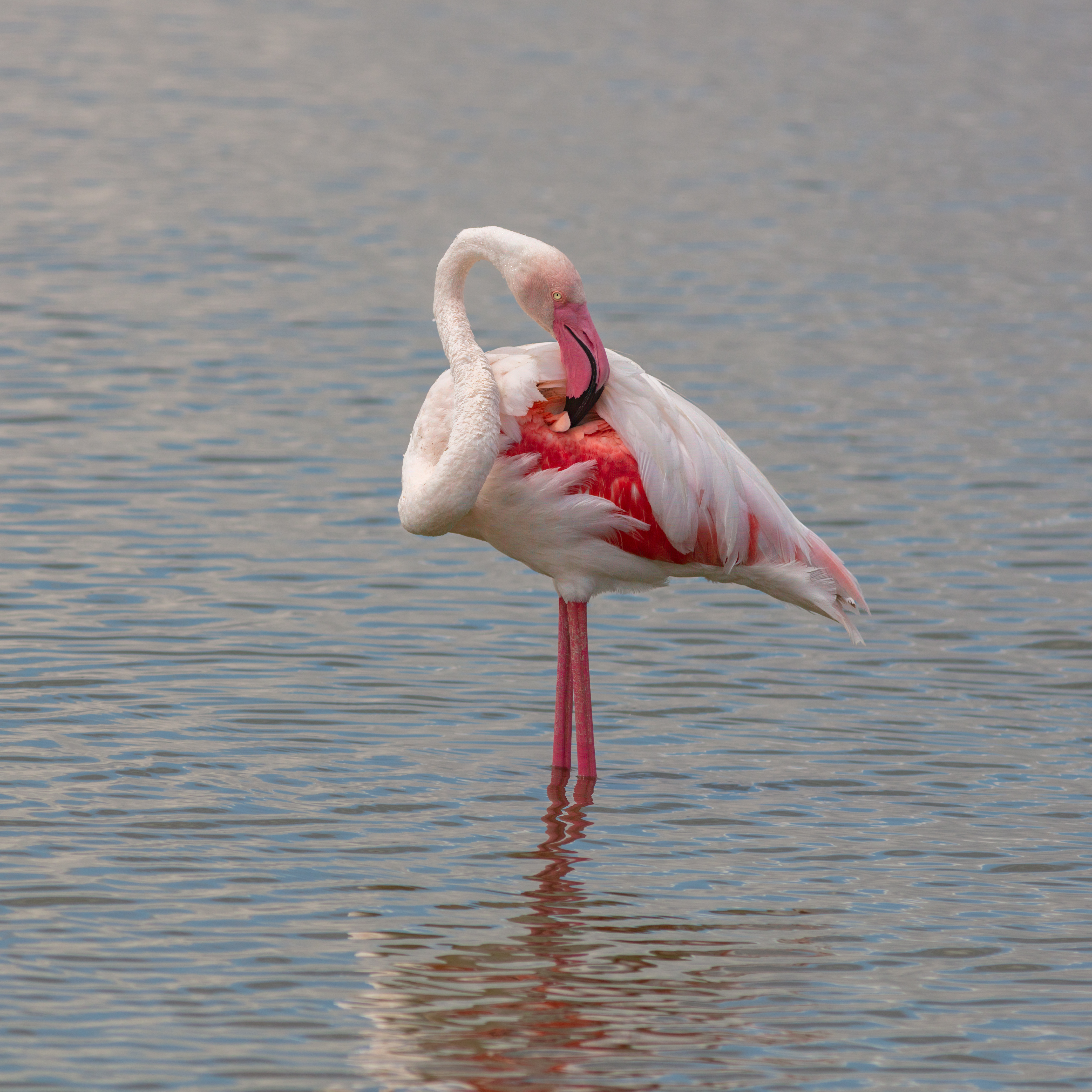
Flamant rose à Amboseli.
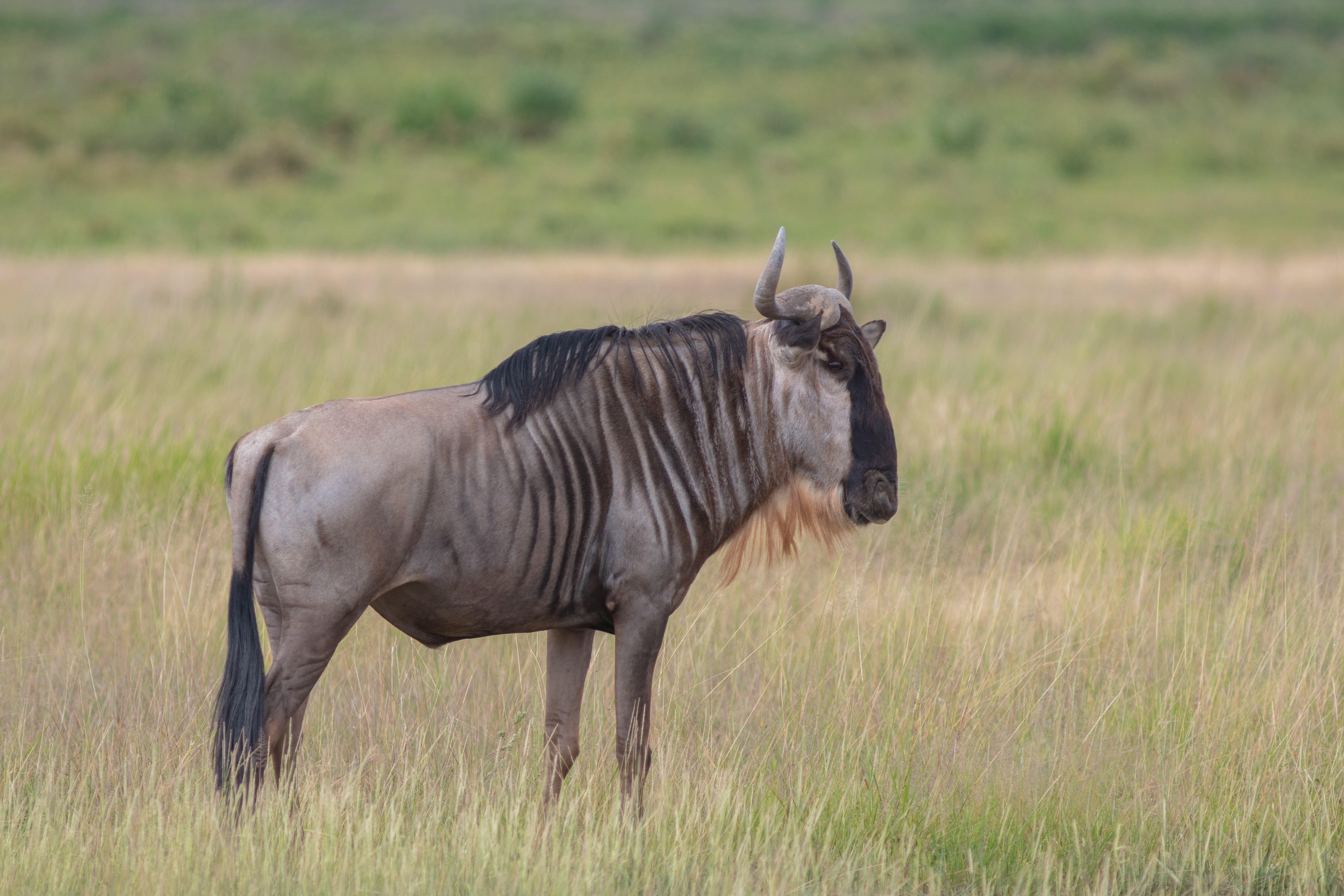
Gnou.
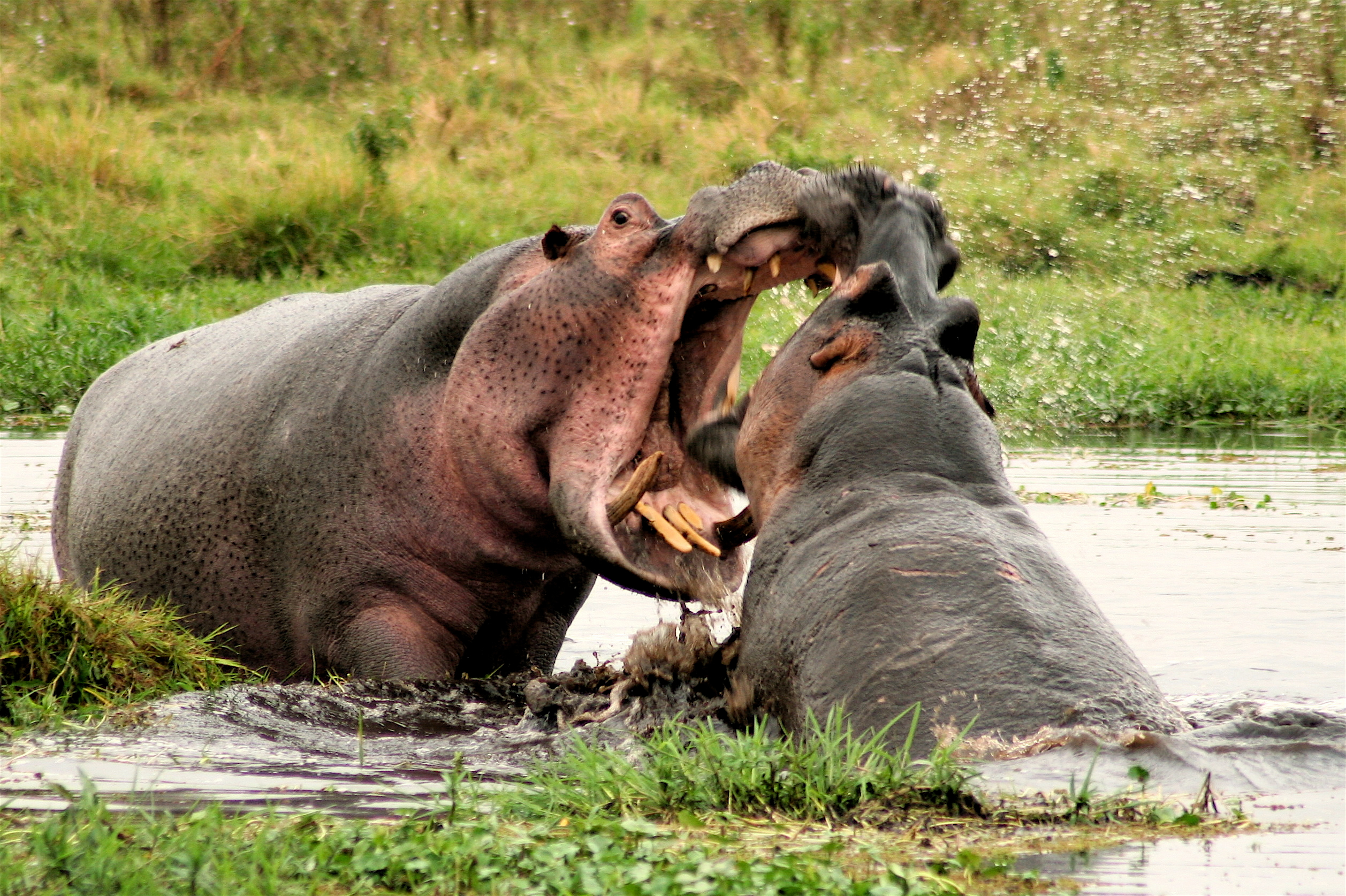
Combat d'hippopotames.
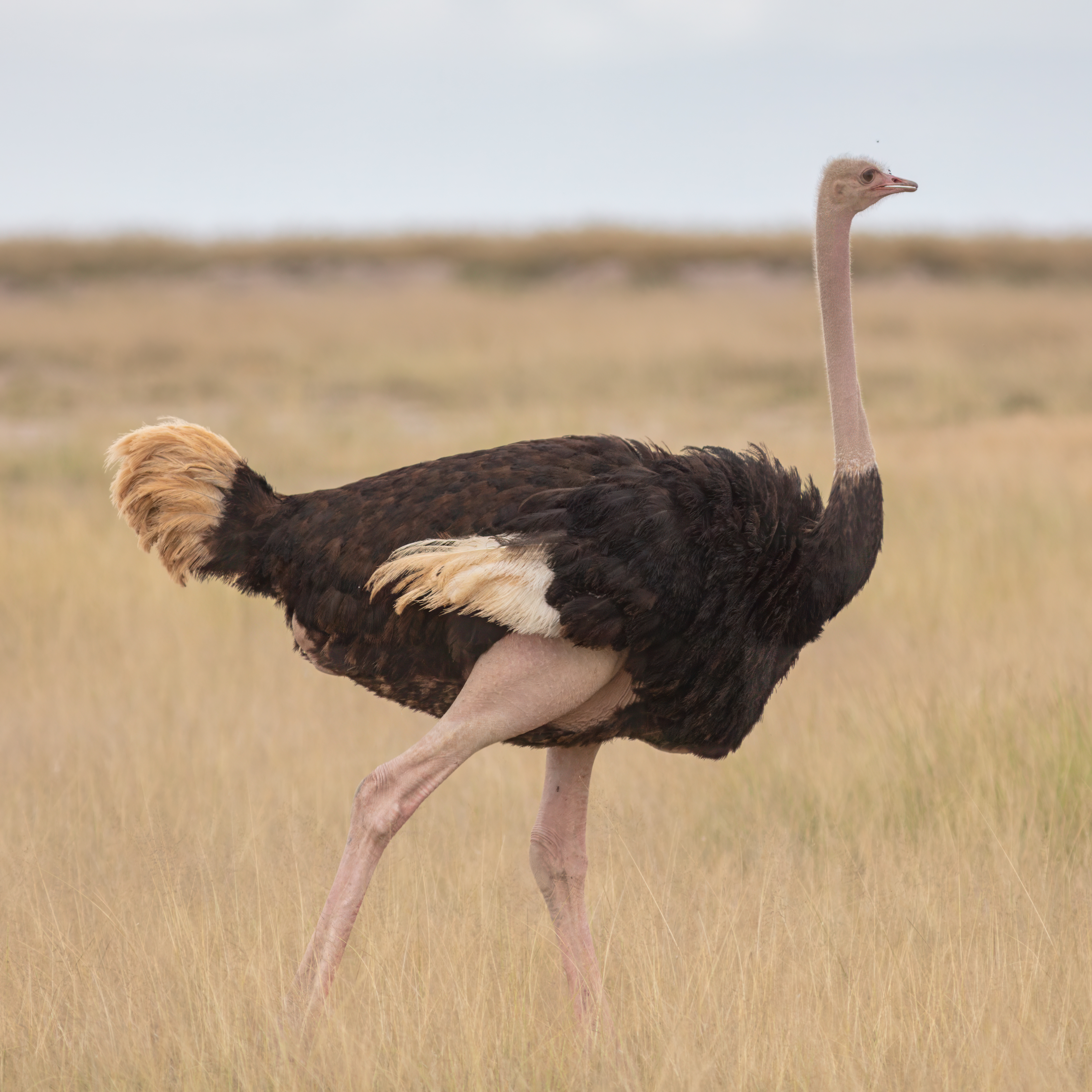
Autruche maasaï.
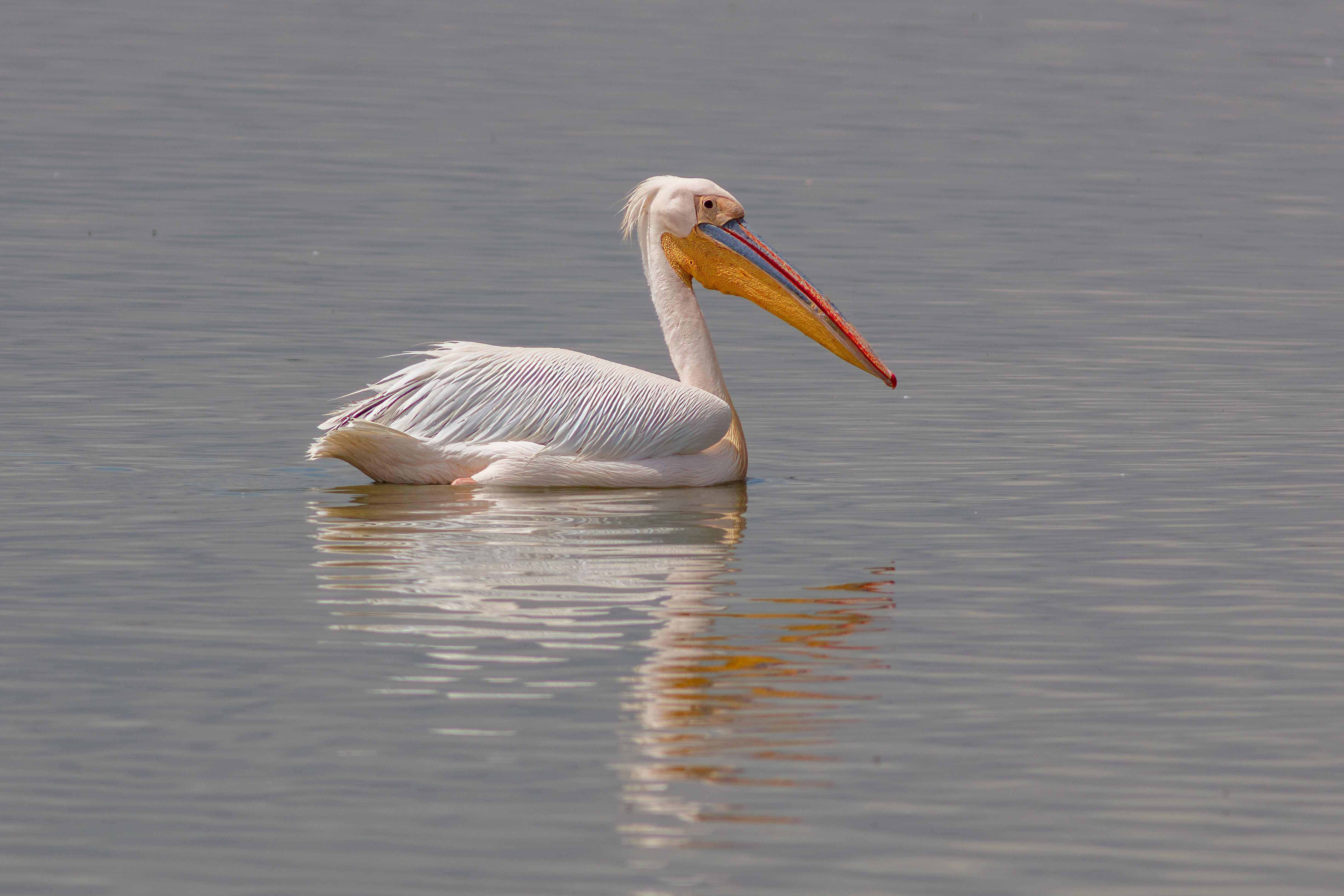
Grand pélican blanc.
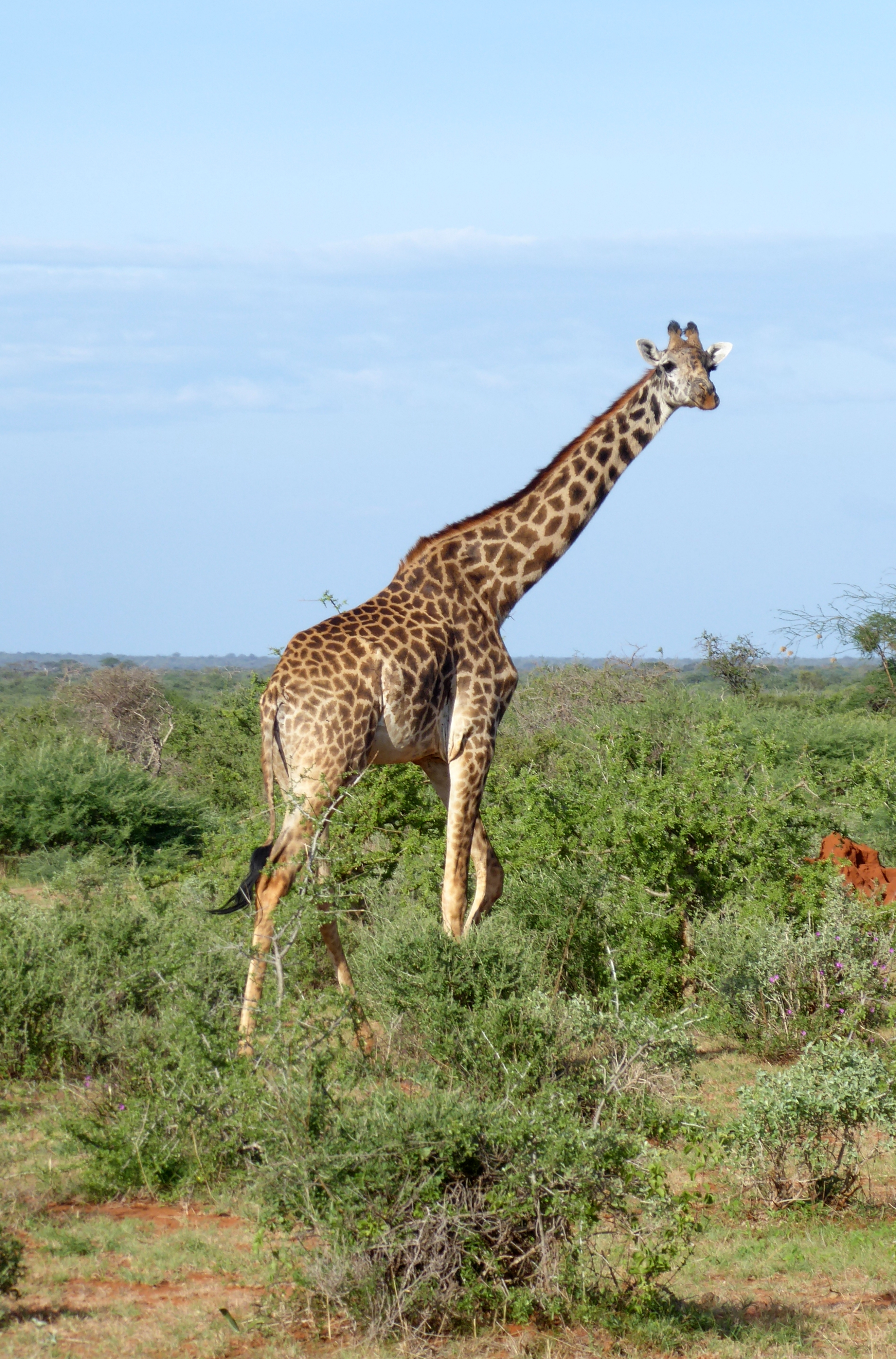
Girafe.
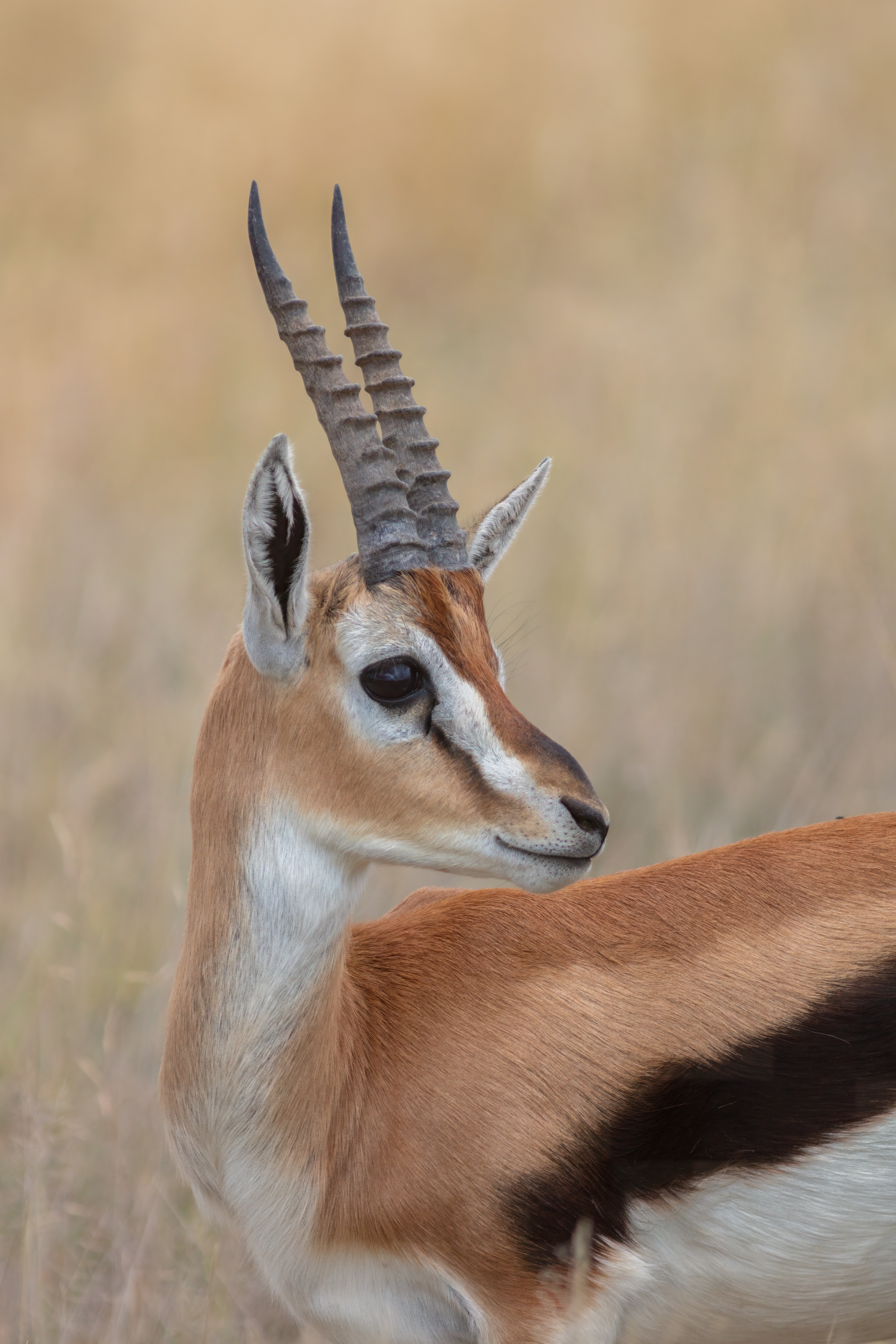
Gazelle de Thomson (Eudorcas thomsonii).
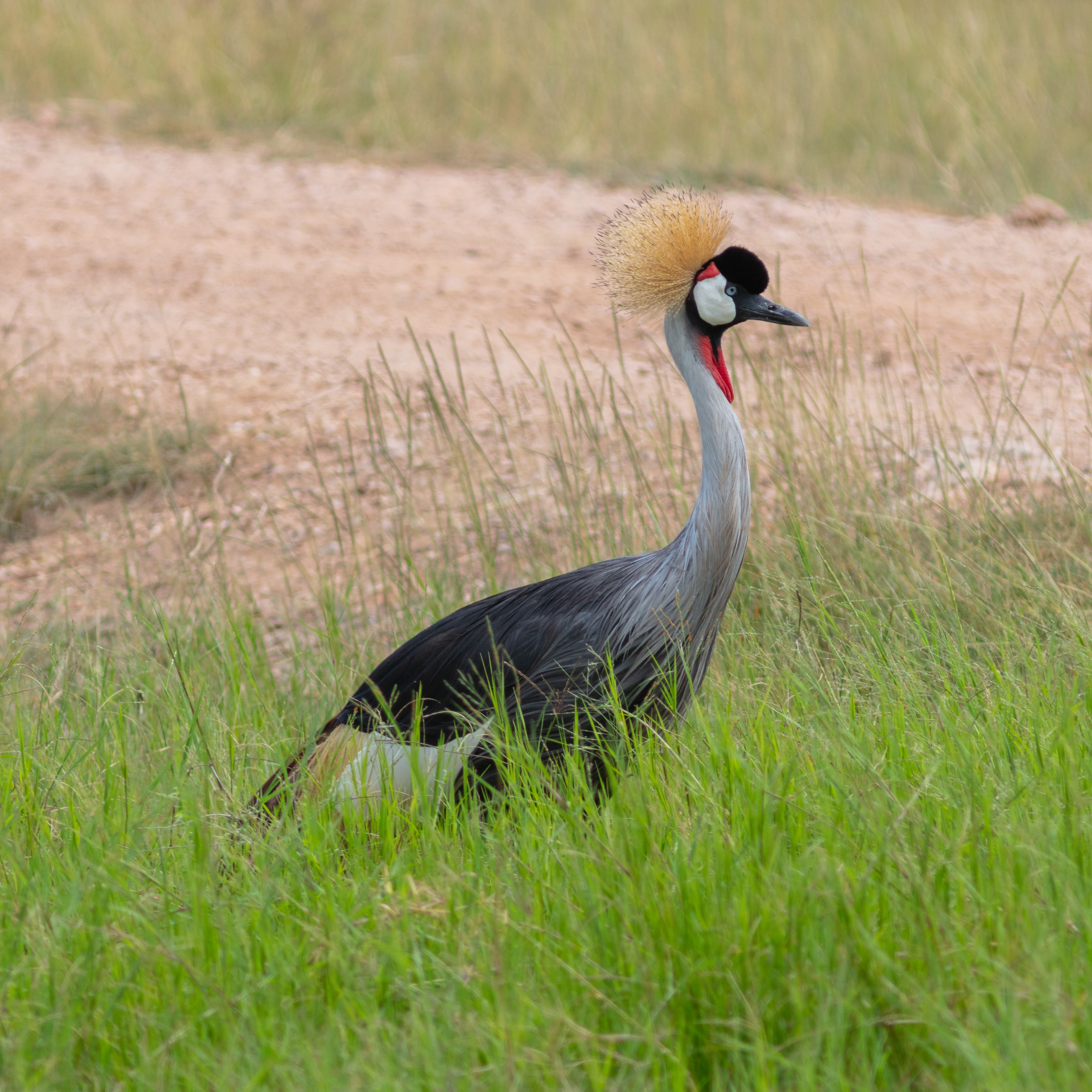
Grue couronnée.
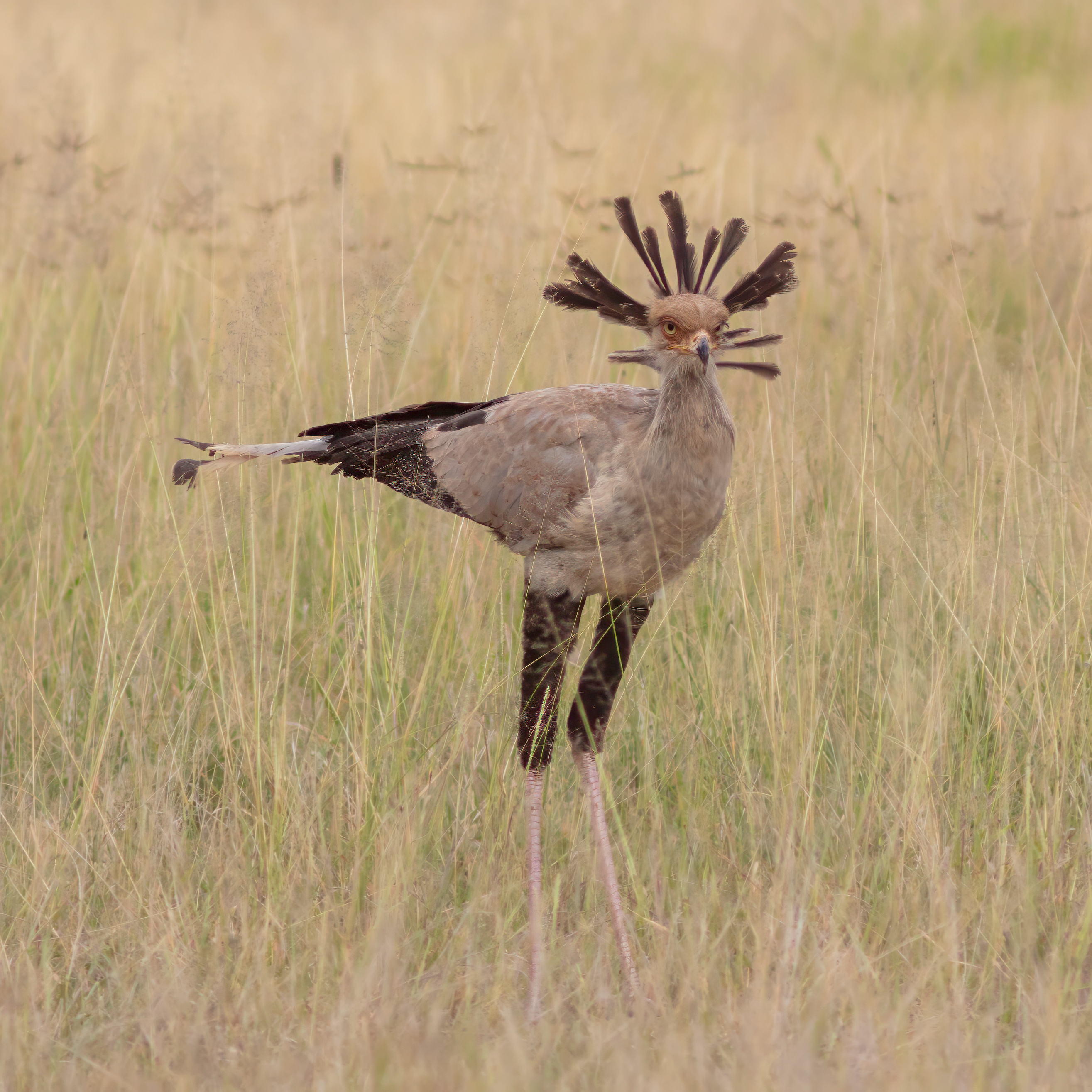
Messager sagittaire (Sagittarius serpentarius).
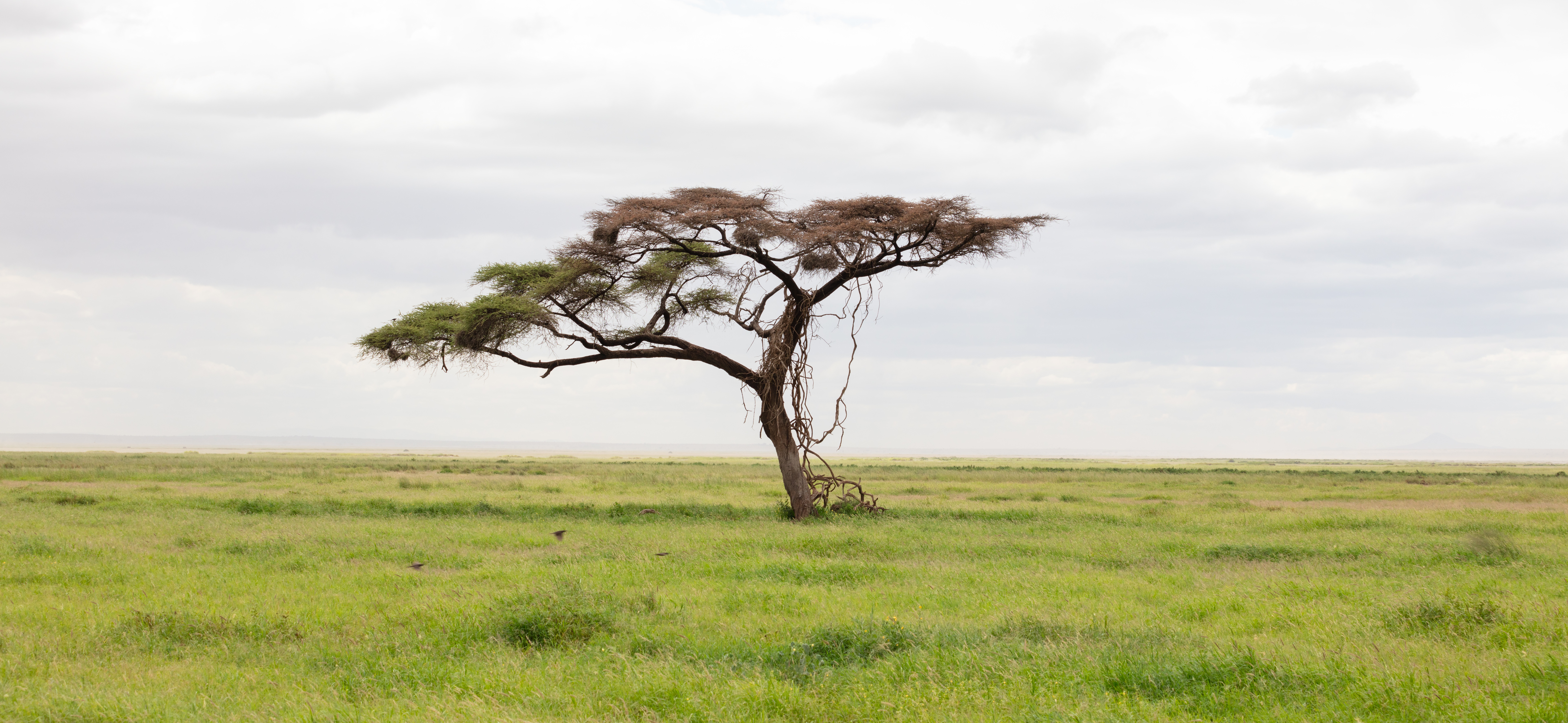
Acacia faux-gommier (Vachellia tortilis).

## Vues du parc

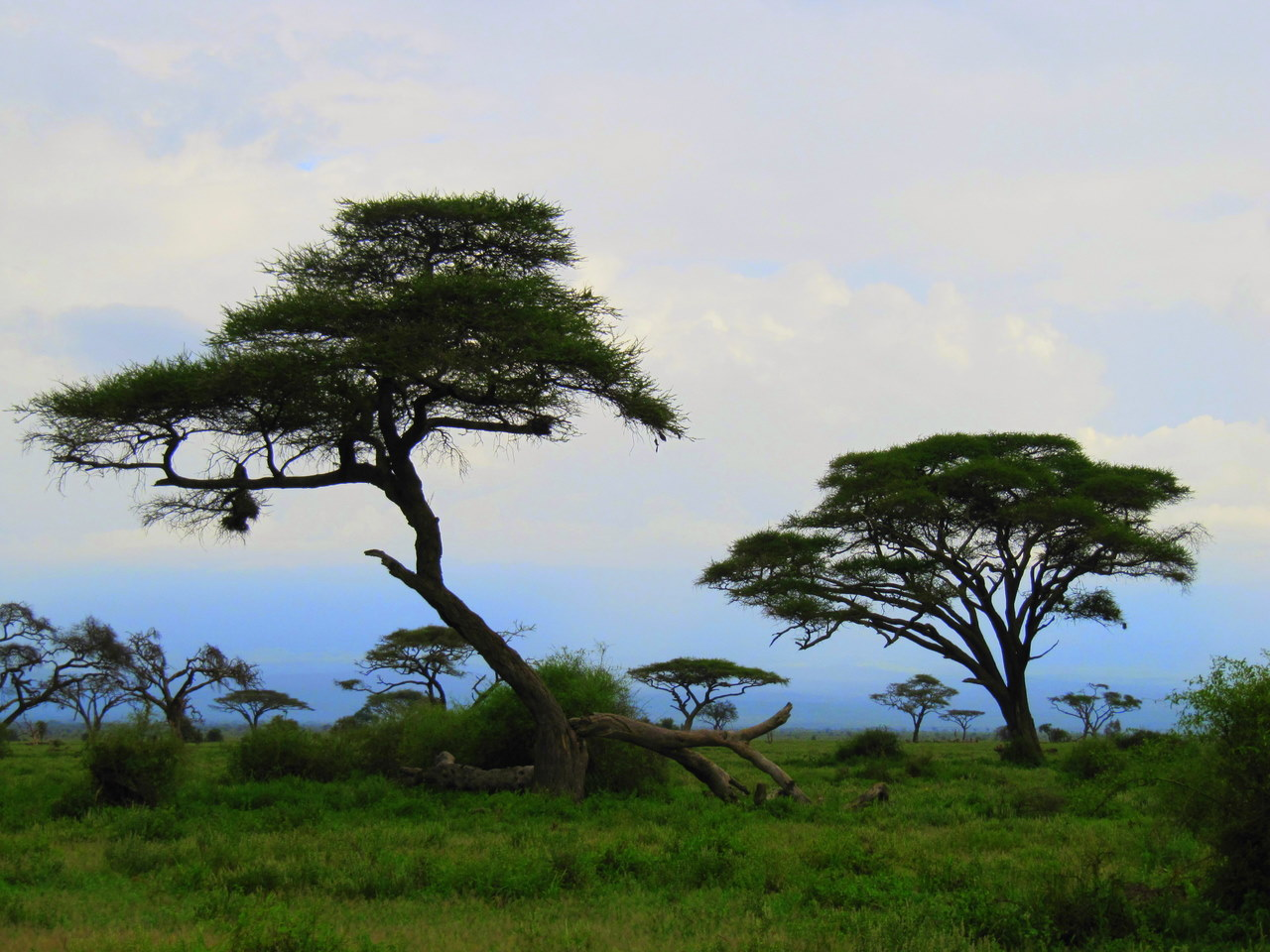
Parc national d'Amboseli.
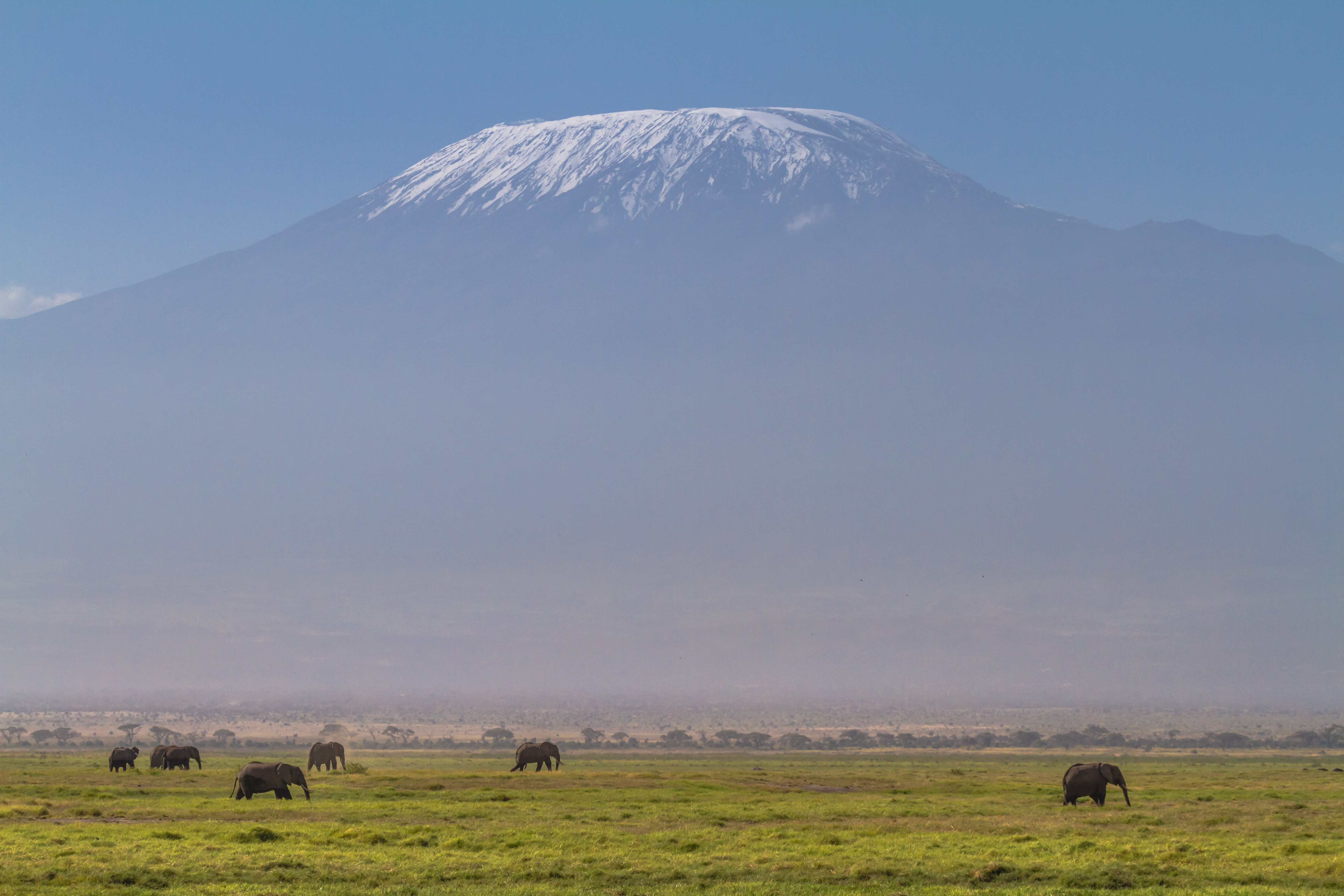
Plaine d'Amboseli devant le Kilimandjaro.
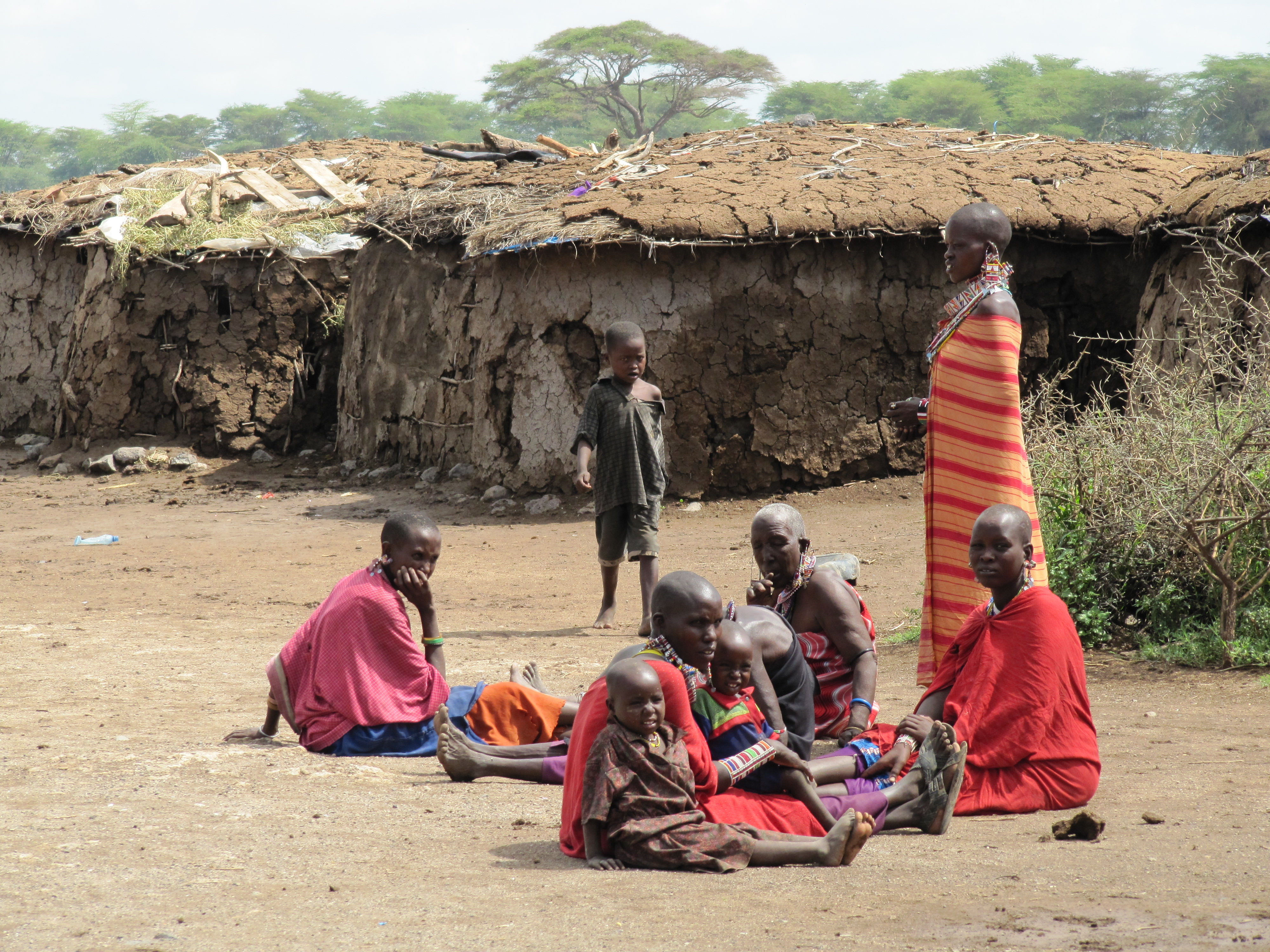
Village Maasaï.
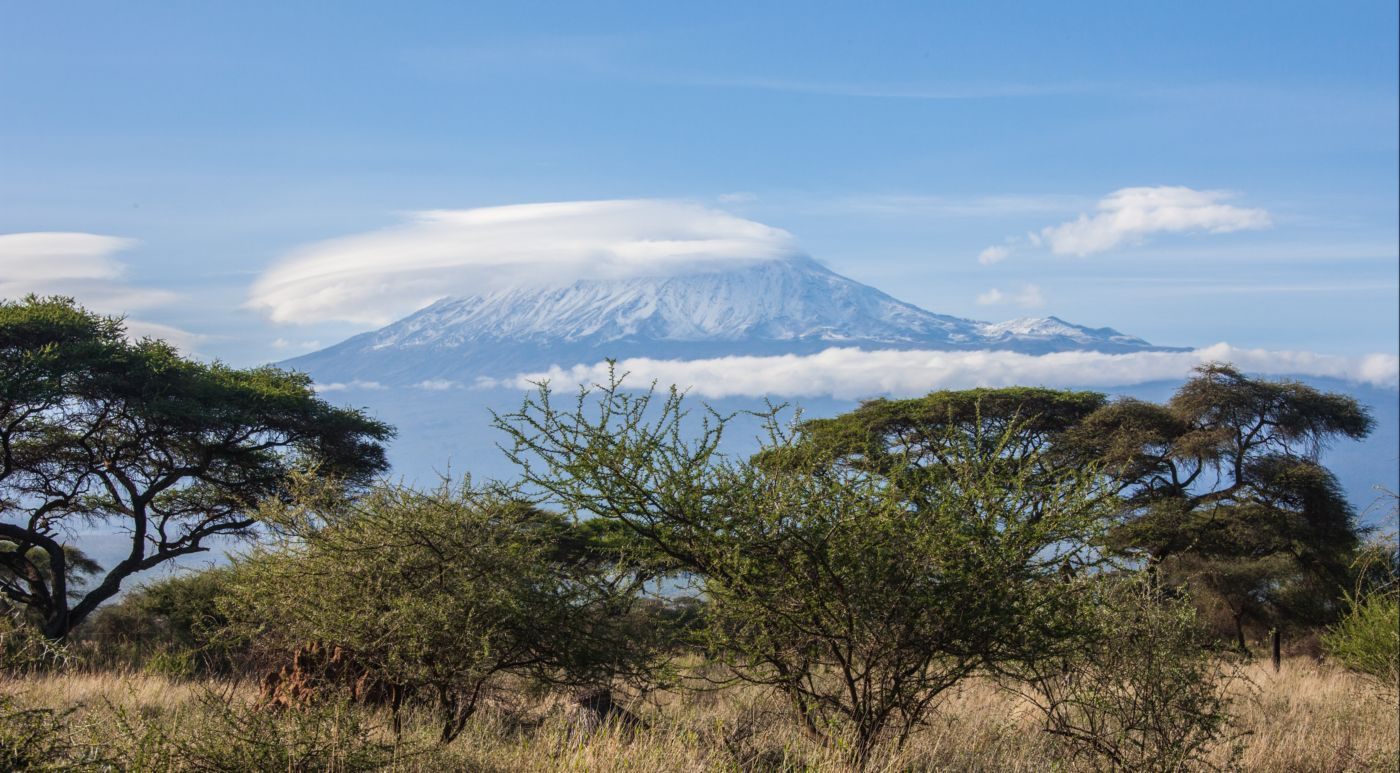
Acacias.
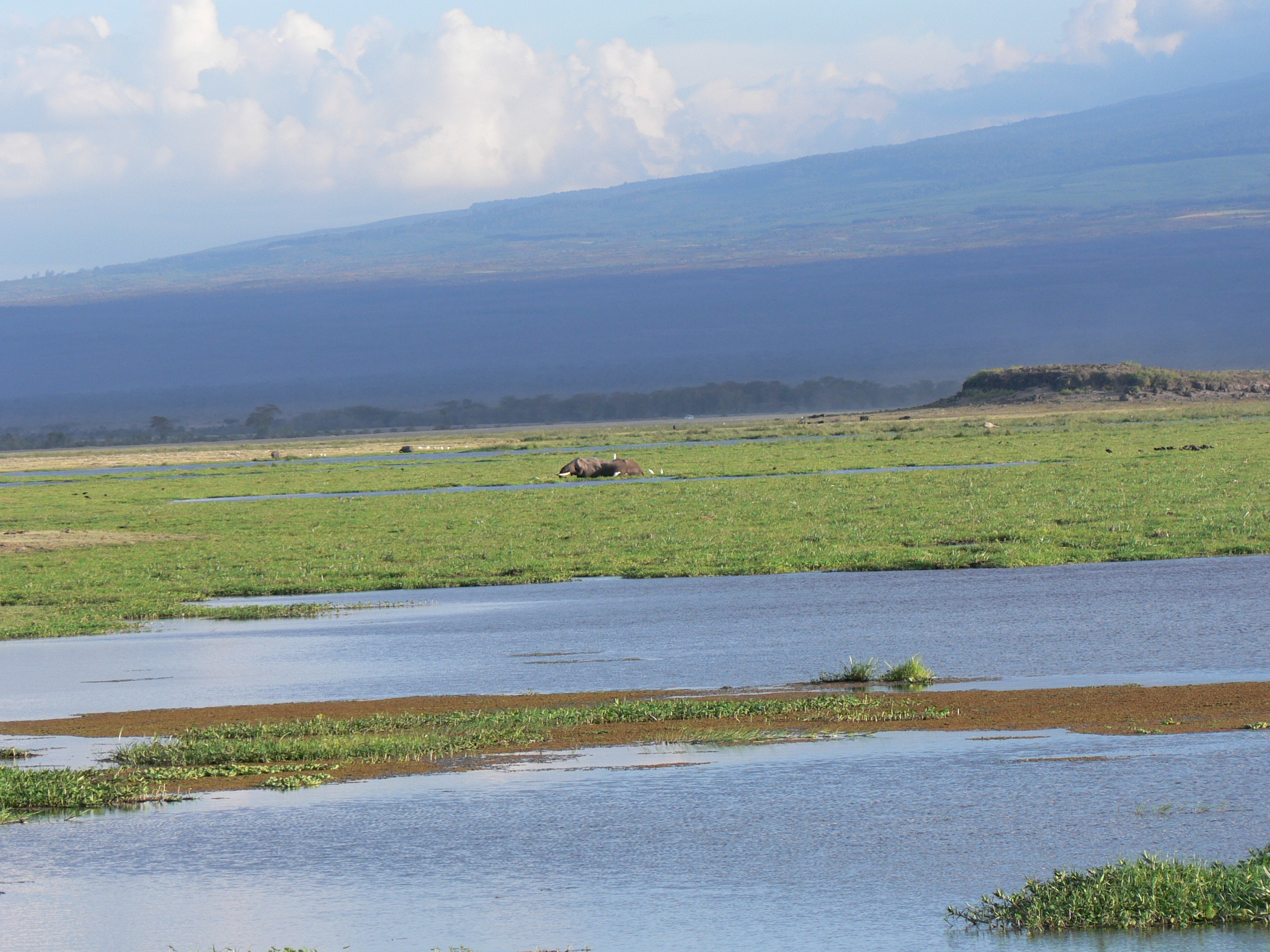
Plans d'eau.
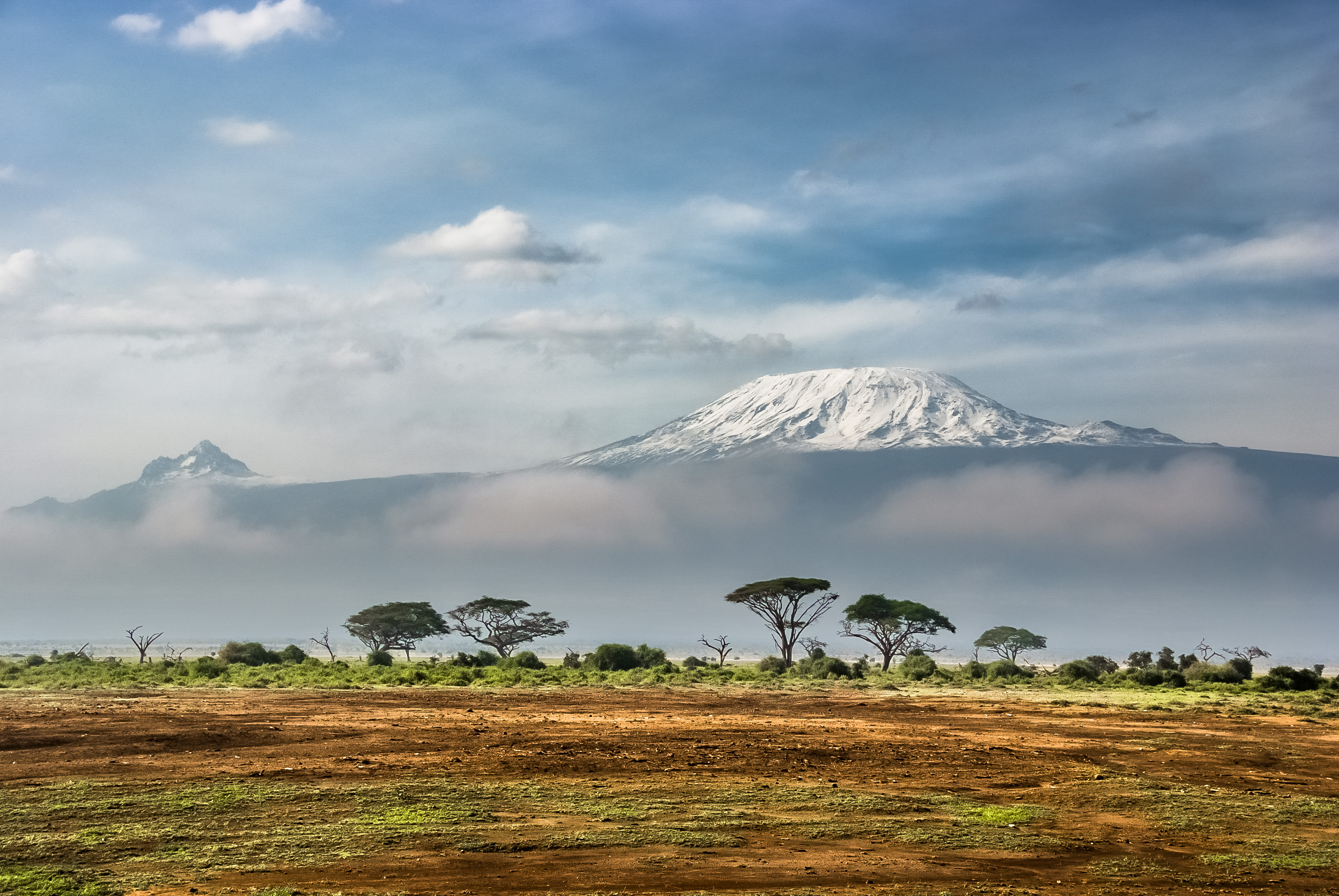
le Kilimandjaro.
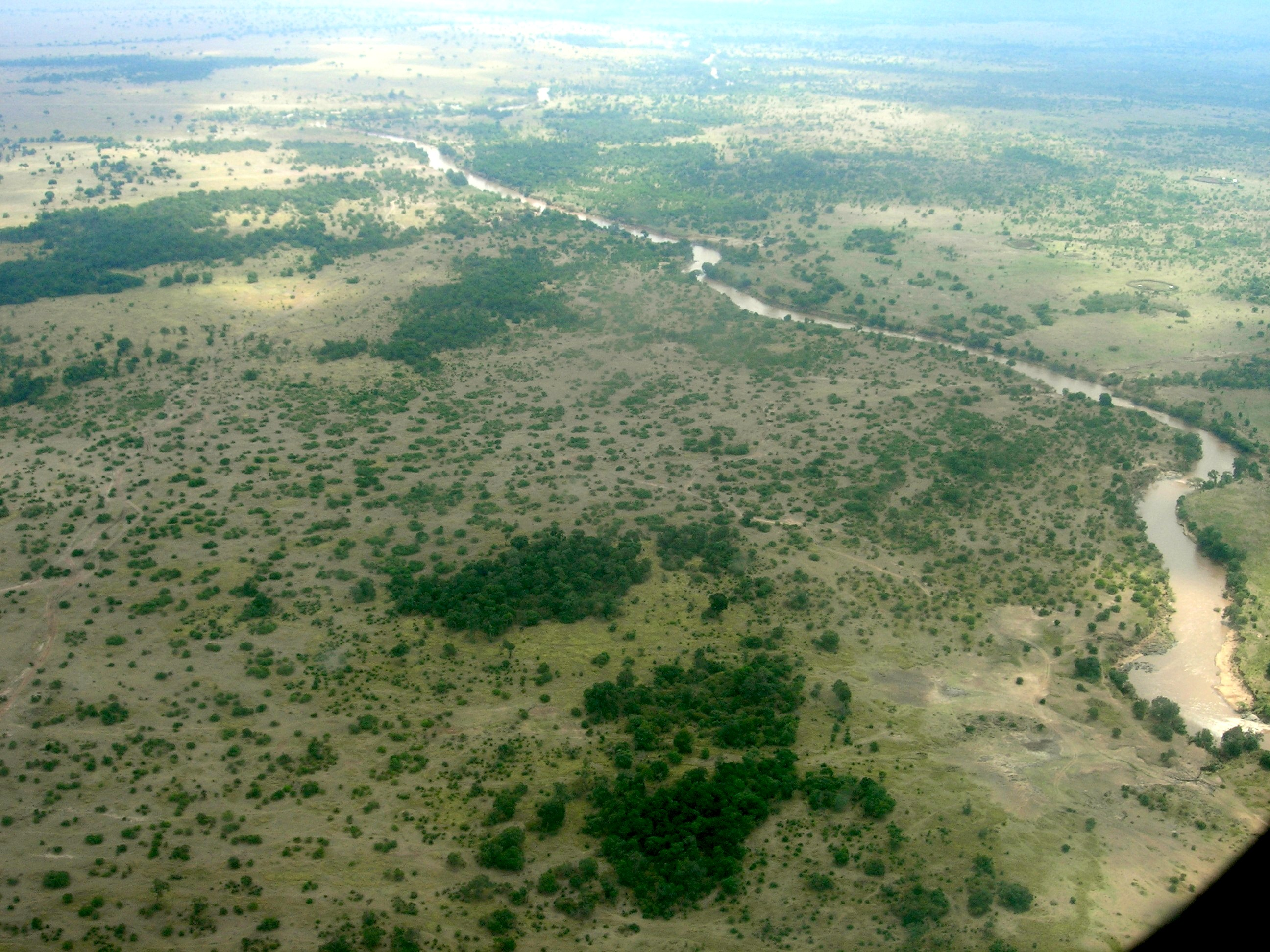
Réserve nationale du Masai Mara.
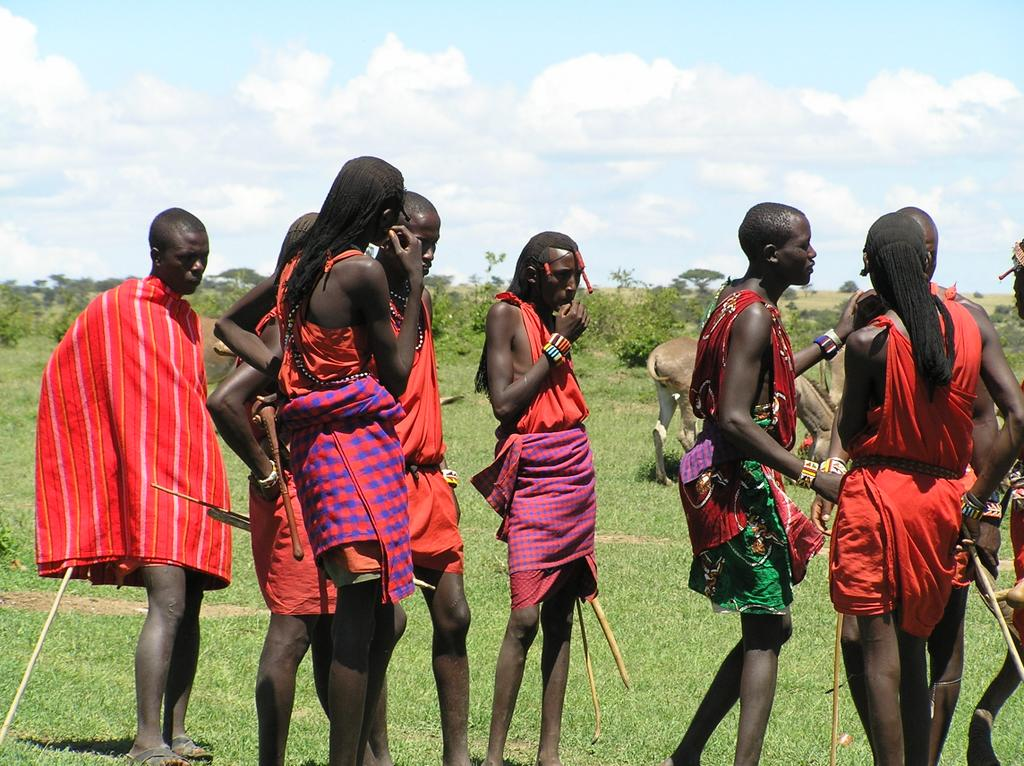
Groupe de Maasaï.

## Excursions
Amboseli est l’un des parcs les plus célèbres d’Afrique de l'Est, principalement en raison de magnifiques images d’éléphants avec le Kilimandjaro en arrière-plan, et de la végétation clairsemée qui permet d'apercevoir beaucoup de grands animaux. Des excursions à la journée ou sur plusieurs jours sont proposées au départ de Nairobi, ou en voyage safari,.